# Колизиони интеграл
Колизиони интеграл у фазном простору представља промену броја честица у јединици запремине, брзине и времена услед бинарног судара. Колизиони интеграл одређује тип кинетичких једначина као што су Болцманове кинетичке једначине, Ландауове једначине, Фокер-Планкове једначине итд. и колизиони интеграл носи име по једначини коју одређује.
Колизиони интеграл I = I(f) је у општем случају функционал. Он задовољава једначину:
{\displaystyle {\frac {\partial f}{\partial t}}+{\vec {v}}{\frac {\partial f}{\partial {\vec {r}}}}+{\vec {a}}{\frac {\partial f}{\partial {\vec {v}}}}=I,}
где је f функција расподеле за дату врсту честица, а једначина представља кинетичку једначину.
У системима са више различитих врста честица, постоји по једна кинетичка једначина за сваку од врста честица. Код колизионих интеграла у оваквим системима мора се укључити и могућност бинарних судара између различитих врста честица. Колизиони интеграл се овде означава Iαβ.

## Услови на колизиони интеграл
Сваки колизиони интеграл мора да задовољи критеријум да се при релаксацији система симетрична функција расподеле своди на Максвел-Болцманову расподелу. Реалистични колизиони интеграли у систему састављеном од једне врсте честица за бинарне сударе код којих не долази до промене у броју честица (нема ексцитације, јонизације, дисоцијације... ), када су судари еластични и унутрашња енергија је одржана, морају да задовоље три услова који су последица закона одржања:
- закон одржања броја честица

{\displaystyle \int Id^{3}v=0}
- закон одржања укупног импулса

{\displaystyle \int Imvd^{3}v=0}
- закон одржања кинетичке енергије

{\displaystyle \int I{\frac {mv^{2}}{2}}d^{3}v=0}
Међутим, користе се и модални колизиони интеграли за поједностављење рачуна. Код модалних колизионих интеграла нису сви закони одржања задовољени, али се и код таквих интеграла захтева да релаксирају ка Максвеловој расподели.

## Кинетичка једначина
у систему са једном врстом честица, општи облик кинетичке једначине, односно еволуција функције расподеле је:
{\displaystyle {\frac {\partial f}{\partial t}}+{\vec {v}}{\frac {\partial f}{\partial {\vec {r}}}}+{\vec {a}}{\frac {\partial f}{\partial {\vec {v}}}}=I.}
Потреба за постојањем колизионог интеграла у овој једначини наметнута је самим фазним простором, који је дискретан и у простору и у времену. У њему честице положај не мењају скоковито, односно тренутно, али се промене брзине у ситуацијама као што су судари, могу десити скоковито те се из тог разлога једначина не може изједначити са нулом са десне стране, већ са функционалом којим ће скокови моћи да буду приказани.